# Lữ đoàn 171 Hải quân nhân dân Việt Nam
Lữ đoàn trưởng: Đại tá Lê Thanh Bình
Chính ủy: Trung tá Trần Thanh Vũ

## Lịch sử hình thành
- Ngày 9 tháng 7 năm 1966, thành lập Trung đoàn 171.
- Tháng 04 năm 1975, thành lập Trung đoàn 175 với nhiệm vụ tiếp quản các tàu thuyền của Hải quân Việt Nam Cộng hòa.
- Ngày 10 tháng 10 năm 1975, Bộ Tư lệnh Hải quân ra quyết định thành lập Hạm đội 171 trên cơ sở sáp nhập Trung đoàn 171 và Trung đoàn 175.[1]
- Ngày 6 tháng 7 năm 1981, thực hiện chủ trương chấn chỉnh lực lượng, tinh giảm biên chế của Quân ủy Trung ương, Hạm đội 171 rút gọn lại thành một lữ đoàn cơ động của quân chủng mang phiên hiệu Lữ đoàn 171.[2]
- Ngày 14 tháng 3 năm 1988, Tư lệnh Hải quân đã giao cho Lữ đoàn 171 nhiệm vụ bảo vệ thềm lục địa phía nam, đồng thời các trạm Kinh tế Khoa học Dịch vụ DK1 trực thuộc Lữ đoàn 171 được thành lập.[1][2]
- Hiện nay, Lữ đoàn 171 trực thuộc Vùng 2 Hải quân có nhiệm vụ bảo vệ vùng biển phía nam của Tổ quốc.

## Nhiệm vụ
- Nhiệm vụ chính của đơn vị là bảo vệ vùng biển phía nam của Tổ quốc.
- Trước 1981, Hạm đội 171 (tên và quy mô của Lữ đoàn 171 giai đoạn 1975 - 1981) có nhiệm vụ là lực lượng cơ động của quân chủng, hoạt động trên vùng biển của cả nước. Có thể kể đến các trận đánh bảo vệ thềm lục địa phía nam và làm nghĩa vụ quốc tế tại Campuchia.
- Năm 1988, khi chủ quyền của Tổ quốc trên quần đảo Trường Sa bị đe doạ, Lữ đoàn 171 (đã thu hẹp quy mô từ Hạm đội 171 về Lữ đoàn 171 theo chỉ đạo của Quân ủy Trung ương từ năm 1981) cùng với các lực lượng khác của quân chủng kiên trì bám trụ, xác định chủ quyền của Tổ quốc trên quần đảo Trường Sa. Sau sự kiện ngày 14/3/1988, Tư lệnh Hải quân đã giao cho Lữ đoàn 171 nhiệm vụ bảo vệ thềm lục địa phía nam. Đây là nhiệm vụ rất quan trọng và có ý nghĩa chiến lược về chính trị, kinh tế, quốc phòng, an ninh. Từ những hoạt động này đã giúp lãnh đạo, chỉ huy các cấp đề xuất việc xây dựng và bảo vệ thềm lục địa phía nam của nước ta.

## Thành tích
- Huân chương Bảo vệ Tổ quốc hạng Nhất (2016) [3]